# Die Entstehung der Eidgenossenschaft
Die Entstehung der Eidgenossenschaft ist ein monumentaler, schweizerisch-amerikanischer Historien-Stummfilm aus dem Jahre 1924.

## Handlung
„Dieser Film zeichnet die Gründung der Eidgenossenschaft nach, indem er kunterbunt an historische Tatsachen, Legenden und Schillers Drama anlehnt“.
Mitteleuropa, im ausgehenden 13. und frühen 14. Jahrhundert. Die Bürger der Waldstätten murren, weil sie sich von den Landvögten im Dienste der Habsburger über alle Massen bevormundet, drangsaliert und geknechtet fühlen. Erste Anzeichen einer Bauernrevolte sind überall in der Region zu spüren. In kürzester Zeit geschehen Ereignisse, die die brenzlige Lage weiter anheizen: Arnold von Melchtal, ein junger Bürger Unterwaldens, hat einen kaiserlichen Soldaten versehentlich verletzt und muss nun vor dem geballten Zorn der Staatsmacht in die Berge fliehen. Landvogt Landenberg enteignet ihn daraufhin und befiehlt als grausamen Racheakt für seine Flucht, dem Vater Arnolds die Augen auszustechen. Dann wird auch noch Landvogt Wolfenschiessen, der sich an der Frau des Baumgarten zu vergehen sucht, für diese Gewalttat vom Bauern getötet.
Herrmann Gessler, der Vogt von Uri und Schwyz, wiederum demütigt den Grossgrundbesitzer Stauffacher öffentlich. Fortan, so befiehlt der Despot, habe sich jeder Bürger in Ehrerbietung vor seinem auf dem zentralen Platz von Altdorf aufgespiessten Hut zu verneigen. Lediglich der mutige Wilhelm Tell verweigert diesen Ehrerbietungsgruss, woraufhin ihn Gessler herausfordert. Es kommt zum berühmten Apfelschuss auf dem Kopf von Tells Sohn Walter, die Flucht auf dem Boot vor den Schergen des Vogts und schliesslich die Ermordung Gessler in der Hohlen Gasse auf dem Wege nach Küssnacht. Der Grundstein zum allgemeinen Volksaufstand ist gelegt. 
1291 erfolgt der Rütlischwur, und infolgedessen werden die Burgen der Habsburger Herren überfallen und angezündet. Auf privater Ebene finden sich Vertreter des Adels und des Bürgertums zusammen, als sich Heinrich von Hünenberg, ein Ritter aus Zug, in die Tochter des Altdorfer Schmieds verliebt. Da Landvogt Landenberg gleichfalls ein Auge auf die holde Maid geworfen hat, lässt er sie entführen und auf die Burg Sarnen bringen. Da das Volk bereits in Barrikadenstürmerlaune ist, wird nun im Januar 1308 kurzerhand auch diese Burg erstürmt. Ritter Hünenberg verfolgt den Vogt bis in die schneebedeckten Regionen des Berges Brünig-Haupt. Dort gestellt, verrät Landenberg, wo die Schmiedetochter nunmehr gefangen gehalten wird. Die Dinge eskalieren, als Albrecht von Habsburg, seines Zeichens Herzog von Österreich, ermordet wird. Sein Nachfolger Leopold I. ordnet nunmehr massive Strafmassnahmen gegen die revoltierenden Eidgenossen an. In der Schlacht am Morgarten wird seine Armee jedoch am 15. November 1315 entscheidend geschlagen, als die Waldstätten von den Anhöhen umgebender Berge Felsbrocken und Baumstämme auf die Reichsritter herunterrollen lassen. Der erste Schritt zur Bildung einer eigenen Nation, der Eidgenossenschaft, ist getan.

## Produktionsnotizen und Wissenswertes
Die Entstehung der Eidgenossenschaft ist die erste Grossproduktion in der Filmgeschichte der Schweiz, initiiert und finanziert von in den USA lebenden Auslandsschweizern, die eine cineastische Huldigung ihrer alten Heimat auf die Beine stellen wollten. Gedreht wurde von Januar bis Anfang September 1924. Drehorte waren Seedorf, Kaltbach, Grossstein, Königsfelden, Schachen an der Aare, Aegerisee, Schloss Mesocco, Sargans und Bellinzona.
Die Entstehung der Eidgenossenschaft war ein ungemein ehrgeiziges Projekt des in die USA ausgewanderten Schweizer Filmamateurs Emil Harder, der sich hiermit einen Lebenstraum erfüllen wollte und dessen einziger Film dies bleiben sollte. Der Film erlebte am 13. September 1924 seine Uraufführung in der Zürcher Tonhalle. Ab dem 4. November 1924 war Die Entstehung der Eidgenossenschaft auch in Bern zu sehen. In Genf, dem französischsprachigen Teil der Schweiz, lief der Streifen am 14. November 1924 im Palais Electoral an. Die Amerikaner, offiziell Co-Produzenten, kamen erstmals am 17. Mai 1925 in den Genuss des Films, als Die Entstehung der Eidgenossenschaft im New Yorker Cameo Theater vorgeführt wurde. Ob der Film jemals ausserhalb dieser beiden Länder gezeigt wurde, ist angesichts der verheerenden Kritiken (s. u.) ungewiss.
Die Entstehung der Eidgenossenschaft besass in seiner Urfassung eine Länge von drei Stunden. Da diese Spieldauer einem Stummfilm-Publikum unzumutbar erschien, wurde der Film (für das amerikanische Publikum) auf 95 Minuten heruntergekürzt.
Die Bauten, Kostüme und Requisiten stammen aus der Hand von Eugen Probst. Hans Trommer diente als Regieassistent. Heinrich Wettstein und Josef Hackl übernahmen die Produktionsleitung. Zum historischen Beirat zählten Hans Lehmann und Eduard Achilles Gessler. Die Herstellungskosten betrugen 95.929 US-$, das entspricht einem Schweizer Gegenwert von damals über 500.000 Franken.
Der deutsche Kameramann Max Fassbender war im Oktober 1923 in die Schweiz gereist, um sich für dieses Grossprojekt vorab die Drehorte anzuschauen. Er blieb ein volles Jahr in der Schweiz und kehrte erst im Oktober 1924 nach Berlin zurück. Fassbender war der einzige der an diesem Film Beteiligten, der aus diesem „Fiasko“ (siehe Kritik) unbeschadet hervorging.
Die historischen Waffen wurden vom Landesmuseum zur Verfügung gestellt, die im Film zu sehenden Störche stammten aus dem Basler Zoo.

## Zu den Beteiligten
- Von den Darstellern erlangten später lediglich Heinrich Gretler und Zarli Carigiet überregionale Bekanntheit. Beide Künstler gaben hier ihr Filmdebüt.
- Bei dem Tell-Interpreten Felix Orelli handelte es sich um einen Zürcher Arzt.
- Regisseur Emil Harder (St. Gallen 4. August 1885 – Florida 12. Januar 1949)[4] war ein gelernter Bäcker.
- Gustav Schmid, Co-Autor des Films und Darsteller des Priesters Rösselmann, war einst der Leiter der Altdorfer „Tell-Spiele“.
- Karl Schmid-Bloss, der Darsteller des Landvogts Wolfenschiessen, war ein Bariton und künftiger Direktor des Zürcher Opernhauses.
- Vom Stadttheater Zürich stammten die Darsteller (eigentlich Sänger) Maria Ulbrich (Sopran) und Rudolph Jung (Tenor).
- Der Interpret des österreichischen Herzogs Albrecht I. war der britische Theaterautor George Roberts (1845–1930).
- Der hier als Filmarchitekt und Kostümbildner eingesetzte Eugen Probst war ein renommierter Architekt und Restaurator bedeutender Stätten der Schweizer Geschichte wie die Hohle Gasse bei Küssnacht und die Burg von Sarnen, beides Schauplätze dieses Films.
- Der zur Drehzeit 19-jährige Hans Trommer, der 1941 einen überragenden künstlerischen Erfolg mit seiner Inszenierung Romeo und Julia auf dem Dorfe feiern sollte, gab hier seinen Einstand als Regieassistent.
- Ein Grossteil der Komparsen (gut 120 Männer und Frauen) stammte von den Altdorfer „Tell-Spielen“.

## Kritiken
Die Rezeption des Films war durchgehend verheerend. Hervé Dumont schreibt dazu:
„Trotz stürmischen Premieren in Zürich und Genf (und in Bern gar in Anwesenheit des Bundesrates), … trotz unverschämter Beweihräucherung seitens der Verbände bleibt die Kritik vernichtend. (…) Der Film-Berg gebiert eine Maus: die Syntax ist vor-griffithsch (ohne Grossaufnahmen), die Struktur zerfahren, der schleppende Rhythmus mit endlosen Zwischentiteln (Schillers Reimen) befrachtet und die in pompösen Tableaux gebannten Schauspieler pflegen pathetische Posen oder gestikulieren bis zum Exzess. Die Presse reiht den Film in den Rang einer Dorftheater-Aufführung. (…) Dieses heldenhaft-komische Scheitern lässt jene – noch immer zu zahlreichen – Schweizer verstummen, die glauben, man könne mit Berlin oder Hollywood rivalisieren, einfach indem man einen Amateur ‚unsere schönen Berge‘ abfilmen lässt.“ Angesichts dieser Reaktionen konnte Harder den Film weder nach Deutschland noch nach Grossbritannien verkaufen.

„„Die Entstehung der Eidgenossenschaft“, ein von US-Schweizern finanziertes, großmannssüchtiges Epos im uninspirierten, theatralischen Passionsspiel-Stil, wurde ein künstlerisches wie ökonomisches Fiasko. Einzig Faßbenders Kameraarbeit zeugte von hoher Professionalität.“

## Weblink
- Die Entstehung der Eidgenossenschaft bei IMDb